# Bathypogon hamaturus
Bathypogon hamaturus là một loài ruồi trong họ Asilidae. Bathypogon hamaturus được Hull miêu tả năm 1956. Loài này phân bố ở miền Australasia.